# Prise de possession des îles Malouines par l'Argentine
Le 6 novembre 1820, le colonel américain au service des Provinces Unies du Río de la Plata, David Jewett, commandant la frégate Heroína , prend possession des îles Malouines à Puerto Soledad au nom du Gouvernement de ces Provinces Unies, qui allaient devenir par la suite l’Argentine. 
Jewett hisse pour la première fois le drapeau de l'Argentine sur le sol des Malouines et informe en ce sens les chasseurs de phoques et de baleines de différentes nationalités qui se trouvaient dans les parages. L’explorateur britannique James Weddell est témoin des faits. 
La nouvelle est diffusée dans la presse en Europe. Les îles resteront sous la souveraineté des Provinces Unies jusqu'à l'invasion britannique de 1833,,,,.

## Contextes

### Revendications espagnoles
Les bulles pontificales Inter Caetera et Dudum siquidem de 1493 accordent au royaume d'Espagne « toutes les îles et terres fermes, découvertes où qui sont à découvrir, vers l'Occident et le Midi », à partir d'une ligne située à une centaine de lieues des îles des Açores. Les îles Malouines, situées dans la zone mentionnée par ces bulles, sont aperçues pour la première fois en 1520 par Esteban Gómez à bord du San Antonio lors de l'expédition espagnole de Ferdinand de Magellan. Les îles commencent à apparaître sur les certes de Pedro Reinel (1522-1523), de Diego Rivero (1526-1527 y 1529), sur l'Islario de Santa Cruz (1541), de Sebastián Gaboto (1544), de Diego Gutiérrez (1561) et Bartolomé de Olivos (1562), entre autres. La Grande-Bretagne affirme pour sa part que les îles avaient été découvertes par John Davis en 1592.

### Causes immédiates

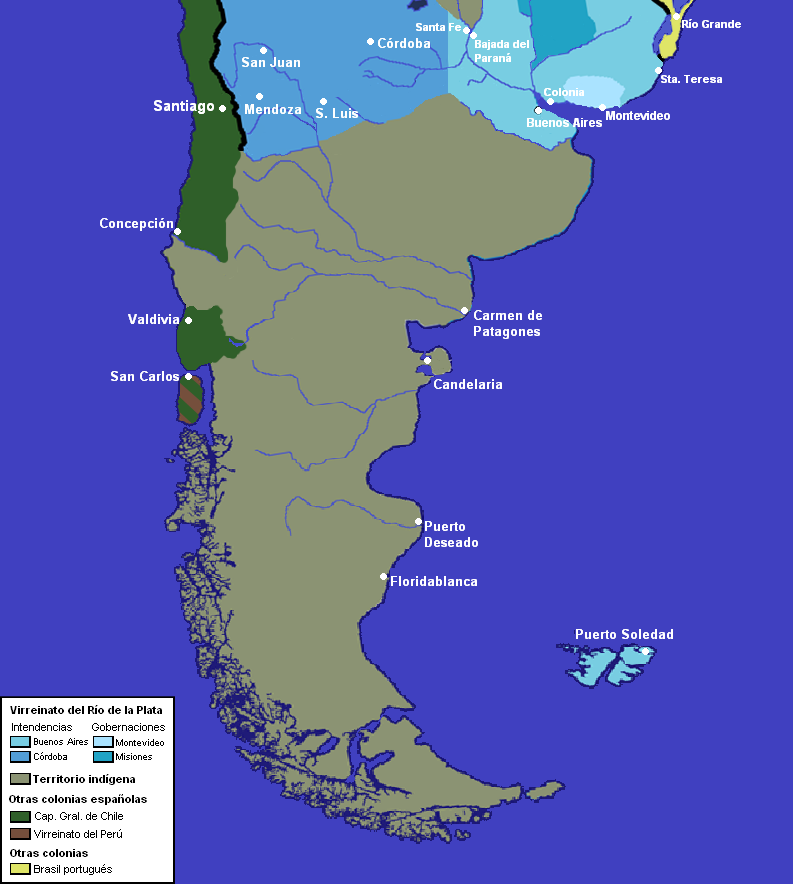
La Patagonie sous la juridiction théorique de la vice-royauté du Río de la Plata, avec les villes fondées sur ses côtes.

Après s'être installé en 1767 à Puerto Soledad,, l'Espagne retire finalement sa garnison en 1811, 32 gouverneurs espagnols s'étant succédé à la tête des îles,. Après la Révolution de Mai, la Banda Oriental de Francisco Javier de Elío n'ayant pas adhéré à la junte de Buenos Aires, les îles restent de facto sous contrôle espagnol. Les autorités de Montevideo décident de retirer l'établissement des Malouines por su baja utilidad y los elevados costos de conservación. Une plaque proclamant la souveraineté espagnole sur l'archipel est laissée sur place,,,. Certains gauchos et pêcheurs restent volontairement sur les îles.

« … ces îles et leurs ports (…) appartiennent à Don Ferdinand VII, roi d'Espagne et de ses Indes. Soledad des Malouines, le 7 février 1811, son gouverneur étant Pablo Guillén…. »

Alors que la population vivant sur les îles avait prévu son retour, la guerre d'indépendance de l'Argentine empêche leur retour effectif jusqu'en 1820. Pendant près de dix ans, les îles sont visitées par des baleiniers, chasseurs de phoques et pêcheurs qui pillent les animaux d'élevages devenus marrons, qui avaient été laissés par les Espagnols,.
Ce qui allait devenir le nouvel État argentin était alors en formation et les premiers gouvernements du Río de la Plata depuis 1810 utilisent le concept de uti possidetis iure définissant les anciennes possessions coloniales amenées à faire partie du territoire de nations devenues indépendantes. La souveraineté sur les îles se transmettrai de l'Espagne aux Provinces Unies, permettant à ces dernières de prendre des mesures d'administration et de gouvernement,,,. Cependant, la plupart des juristes européens et américains rejetaient ce principe. Les différentes provinces délèguent à la province de Buenos Aires le pouvoir de les représenter dans les discussions internationales, et - dans le même temps - les île Malouines restaient sous l'administration de leur gouverneur, malgré l'abandon espagnol,
Les difficultés propres à la Révolution de Mai ont empêché les créoles du Río de la Plata (qui avaient organisé la révolution) de s'occuper des terres situées dans les latitudes australes. Dans les années 1820, la province de Buenos Aires s'occupe de l'administration insulaire octroyant des charges telles que permissionnaires, concessionnaires, commissaires, commandants politiques et commandants militaires. Les premières mesures d'administration et de gouvernement sont modestes, elle consistent en l'octroi de permis de pêche et de chasse, ainsi qu'une concession pour l'usufruit de viandes[Quoi ?], aboutissant à la création d'un commandement politique et militaire,.

### Premières mesures prises à la suite de la Révolution de Mai

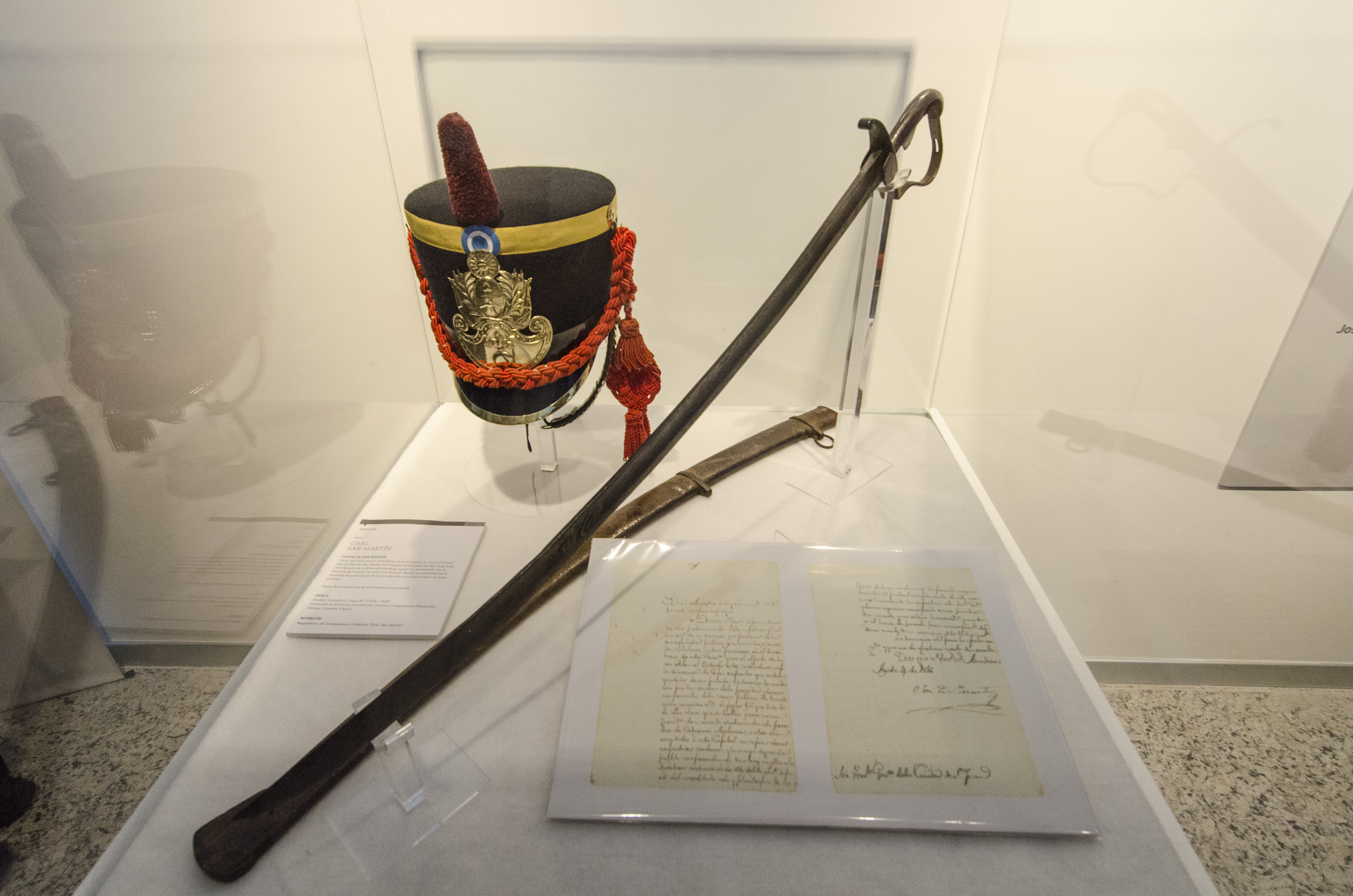
Lettre de San Martín sur les Malouines. Elle est exposée au Musée Malvinas e Islas del Atlántico Sur.

Gerardo Bordas, de retour de son gouvernement aux îles Malouines, demande à la Junte de Buenos Aires qu'elle lui paye sa solde et les gratifications correspondant à ses fonctions, équivalentes à celle du commandant d'un navire de guerre en navigation. Le chef de la colonie de Montevideo, ne possédait pas d'ordre du vice-roi lui permettant d'accéder à la demande de Bordas, quant au fait qu'il avait droit aux gratifications d'un commandant de navire de guerre et il transmet la demande au vice-roi Baltasar Hidalgo de Cisneros le 9 mars 1810, pour qu'il détermine si les fonctionnaires du Real Ministerio de Hacienda devaient payer ou non les sommes réclamées. Cisneros répond le 20 mars mais sa réponse est retardée, de telle sorte que Zalazar réitère sa demande le 20 mai depuis Montevideo, mais le traitement de la demande ne sera résolu que par la nouvelle junte de gouvernement, présidée par Cornelio Saavedra.
Dans un courrier portant la signature du président de la junte, et de son secrétaire Juan José Paso, il est répondu : 
« En orden del 13 de Diciembre dije a Vs. Merced lo que sigue: con esta fecha paso al señor Comandante de Marina de este Apostadero el oficio que sigue : Habiendo notado que después de haberse resuelto en Junto Superior de Real Hacienda, que para los gastos y pagamentos se considere en adelante el establecimiento de Malvinas como un buque navegando y todos los empleados de destino como dependientes del mismo buque (…) que en adelante se satisfagan por el Ministro de Marina de este Apostadero todos los sueldos, gratificaciones y jornales y demás gastos que ocurran en dicho establecimiento o pertenezcan a él, sea de la clase que fueran (...)" y seguía manifestando que lo informaba a los funcionarios correspondientes de la Real Hacienta y Teniente General del Ejército y finalmente ordenaba que copia de esa resolución se posara "Al señor Comandante de Marina". 

Dios guarde a V. Merced muchos années. Buenos Aires 30 de Mayo de 1810. Cornelio Saavedra, Juan José Paso. Secretario. A los señores Ministros Generales de la Real Hacienda. »
Manuel Belgrano dans le Correo de Comercio avait été le premier à attirer l'attention sur les îles Malouines en les décrivant.
José de San Martín, dans une lettre datée du 14 août 1816 fait référence aux île Malouines. Dans ce texte, San Martín demande au gouverneur de San Juan qu'il libère les prisonniers qui se trouvaient détenus à Carmen de Patagones et dans les Malouines (Puerto Soledad) pour qu'ils puissent venir renforcer l'Armée des Andes en vue de la traversée des Andes.
L'idée de l'incorporation dans l'armée des prisonniers qui se trouvaient incarcérés dans les îles est celle du colonel Luis Beruti, alors Ministre de la Guerre. San Martín transmet l'ordre dans une lettre écrite de sa main, adressée au lieutenant-gouverneur de la ville de San Juan, José Ignacio de la Roza. Cette lettre se trouve conservée dans les archives du Ministère des Affaires étrangères et des Cultes et le Musée Malvinas e Islas del Atlántico Sur en expose un fac-similé. 
Le lettre comporte le texte suivant :
« Oficio del Gobernador Intendente de la Provincia de Cuyo, Coronel Mayor José de San Martín, al Teniente Gobernador de San Juan, Don José Ignacio de la Roza solicitándole, según lo conversado con el Ministro de Guerra [Coronel Luis Antonio Beruti], se cumplimente la remisión de prisioneros de su jurisdicción para que sirvan a la causa pública.

El Señor. Ministro de la Guerra con fecha 31 del pasado me dice lo quesigue:

“Deseoso el Gobierno de poner término a los padecimientos de los infelices que en consecuencia de sus excesos, y en precaución de la tranquilidad pública gimen en las cárceles, calabozos y otras prisiones en el territorio de estas provincias, y con el objeto de hacer útiles al Estado estos individuos, bajo la dirección de jefes expertos que retrayéndolos de sus pasados extravíos los conduzcan por las sendas de la probidad, y honor con provecho de la causa pública, ha tenido a bien acordar V.E. disponga Ud. que todos los de alta clase que se hallen presos en esa jurisdicción de su mando sentenciados a los presidios de Patagones, Malvinas u otros sean remitidos a esta capital con copias de sus respectivas condenas y la mayor seguridad posible comprendiendo también en ellos a los desertores contumaces en este delito. Su E. espera del acreditado celo y filantropía de ese gobierno dictará sin demora las providencias convenientes al puntual cumplimiento de esta resolución, circulando las respectivas a los Tenientes Gobernadores y demás a quienes corresponda en esa jurisdicción de su mando, y me ordena lo avise a Vs. como tengo el honor de hacerlo para su cumplimiento de quedará cuenta” con remisión de los individuos.

Lo transcribo a U. para los efectos consiguientes, y que me de oportuna cuenta de su resultado.

Dios guarde a Usted. muchos années. Mendoza. Agosto 14 de 1816 »
— José de San Martín

## Prise de possession

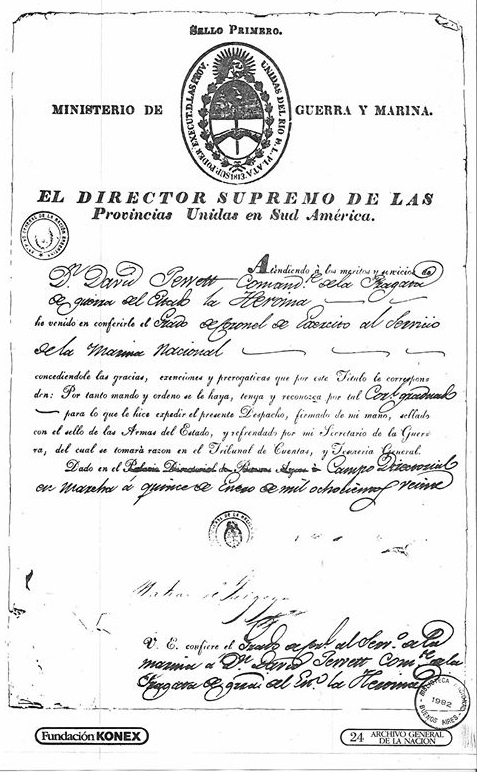
Nomination de Jewett par les Provinces Unies.

Préoccupé par l'exploitation illégale des baleines et des phoques dans les mers du Sud, au début des années 1820 le gouvernement de la province de Buenos Aires (dont dépendaient les îles) décide d'envoyer un représentant officiel pour prendre possession de manière formelle de l'archipel et obliger les pêcheurs à se conformer à ses dispositions administratives relatives à la pêche. Le 15 janvier 1820, le Ministre de la Guerre et de la Marine des Provinces Unies, Matías Irigoyen, publie un communiqué nommant David Jewett « au grade de colonel de l'armée au service de la Marine ». Jewett, d'origine américaine, était au service des Provinces Unies depuis 1815.
En février, le directeur suprême des Provinces Unies du Río de la Plata, José Rondeau, décide d'envoyer un représentant officiel pour prendre en charge le gouvernement des îles, mais cette décision ne se matérialisera pas avant la fin de cette même année lorsque le gouverneur de Buenos Aires, Martín Rodríguez, nomme Jewett « envoyé par le Gouvernement suprême des Provinces Unies pour prendre possession des îles au nom du pays auquel elles appartiennent par la loi naturelle ». Selon José María Rosa, Jewett est envoyé en mars sur ordre de Manuel de Sarratea.

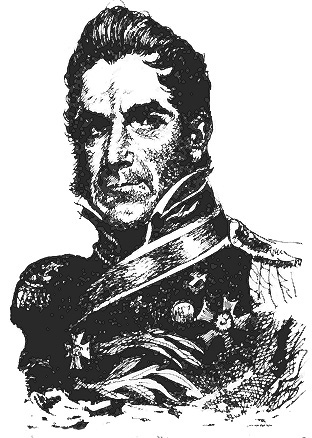
David Jewett.

Commandant la frégate Heroína, Jewett arrive à la baie Accaron (en espagnol : bahía de la Anunciación à la fin octobre. Conformément aux ordres qu'il avait reçus, Jewett interdit la chasse et la pêche dans la juridiction des îles aux navires étrangers, distribuant une circulaire à ceux stationnés dans les environs, faisant référence au transfert de souveraineté entre la vice-royauté du Río de la Plata et son successeur, les Provinces Unies. Le 2 novembre, une copie de la circulaire est remise au britannique James Weddell, explorateur de l'Antarctique, dont le navire croisait dans les eaux argentines. Ce dernier en informera son gouvernement une fois rentré à Londres,, :
« Fragata del Estado Heroína, en Puerto Soledad, Noviembre 2 de 1820.

 
Señor, tengo el honor de informarle que he llegado a este puerto comísionado por el Supremo Gobierno de las Provincias Unidas de Sud América para tomar posesión de las islas en nombre del país a que éstas pertenecen por la Ley Natural.

Al desempeñar esta misión deseo proceder con la mayor corrección y cortesía para con todas naciones amigas; uno de los objetos de mi cometido es evitar la destrucción de las fuentes de recursos necesarios para los buques de paso, que, en recalada forzosa, arriban a las islas, y hacer de modo que puedan aprovisionarse con los mínimos gastos y molestias, dado que los propósitos de Usted no están en pugna y en competencia con estas instituciones y en la creencia de que una entrevista personal resultará de provecho para ambos, invito a usted a visitarme a bordo de mi barco, donde me será grato brindarle acomodo mientras le plazca; he de agradecerle - a sí mismo - que tenga a bien, en lo que esté a su alcance, hacer extensiva mi invitación a cualquier otro súbdito británico que se hallare en estas inmediaciones; tengo el honor de suscribirme señor, su más atento y seguro servidor.

 
Jewett, Coronel de la Marina de las Provincias Unidas de Sudamérica y comandante de la Fragata Heroína. »
— « Declaration of possession of the Falkland Islands for the Government of Buenos Ayres », disponible sur Wikisource.
Les contrevenants aux dispositions des autorités argentines seraient arrêtés et emmenés à Buenos Aires pour y être jugés,. À bord de l’Heroína débarquent également sur les îles les premiers représentants du gouvernement argentin chargés d'établir une colonie pénitentiaire.
Le colonel Jewett arrive à Puerto Soledad le 6 novembre 1820 et trois jours plus tard, il prend possession de l'ancien fort espagnol au nom du gouvernement des Provinces Unies du Río de la Plata, faisant tirer à cette occasion une salve de 21 coups de canons depuis la frégate. Puis il lit la proclamation rédigée par les autorités, en castillan et en anglais — cette dernière ayant été certifiée par le consul britannique à Buenos Aires — et il hisse le drapeau argentin sur un mât de fortune devant une cinquantaine de navires de pêche présents illégalement dans les parages (parmi lesquels une dizaine au moins étaient américains et six britanniques). L'équipage de l’Heroína était, lui-aussi, composé de Britanniques et d'Américains, parmi lesquels les esclaves José et Antonio Zimmermann. La frégate, est alors considérée comme « navire de l’État » (Buque de Estado) par le gouvernement du Río de la Plata, c'est-à-dire un navire de la marine et non pas un bâtiment corsaire. La frégate emportait également des Argentins afin d'installer une population créole dans l'ancien Puerto Soledad.
Weddell rapporte que le navire de Jewett avait reçu son aide afin de trouver un lieu de mouillage au large de Puerto Soledad et que peu de jours plus tard, « il prit officiellement possession de ces îles pour le gouvernement patriote de Buenos Ayres [sic], il a lu une déclaration sous son drapeau, planté dans un port en ruines, et tiré une salve de vingt-et-un coups de canons. » Weddell fait également le lien entre la cérémonie et la demande de Jewett relative aux restes du naufrage de l’Uranie, cette attitude étant destinée selon lui à impressionner les capitaines des navires présent dans la région.
Après l'acte de prise de possession, un défilé militaire est organisé avec des tambours et des trompettes, en présence des marins étrangers. Weddell déclarera que Jewett avant été « suffisamment intelligent » pour calculer l'effet de ce défilé dans les esprits des capitaines de navires qui pêchaient dans les îles, en majorité britanniques et américains, qui craignaient désormais d'être volés ou capturés. De fait, l'un d'eux proposa de prendre les armes contre Jewett, avant d'être raisonné et rassuré sur le caractère infondé de ses craintes. En effet, Jewett reconnut que ses intentions avaient pu être mal interprétées et les préoccupations des marins étrangers disparurent. Weddell affirmera qu'il avait aidé Jewett en cela.
« Me dijo que su objetivo era tomar posesión de las islas Falkland [Malvinas] para su gobierno, y que todo lo necesario para un asentamiento sería obtenido de Buenos Ayres en cuanto pudiese adquirir un cúter, de los cuales había varios entre las islas. Sin embargo, resultaba evidente que su principal objetivo era avituallar a su tripulación […]. Cuando el barco partió de Buenos Ayres hacía ocho meses, la dotación constaba de 200 hombres: en estos momentos tenían no más de 30 marineros y 40 soldados en condiciones de cumplir con sus tareas; 50 habían sido puestos a bordo de una nave capturada, de modo que unos 80 estaban enfermos o habían muerto de escorbuto […]. Tomó posesión formal de las islas en prénom del gobierno patriótico de Buenos Ayres, leyó una proclama bajo su bandera, izada sobre las ruinas del fuente, y disparó una salva de veintiún cannéenazos. En esta ocasión, todos los oficiales vestían uniforme de gala, que es exactamente el mismo que nuestra Armada, lo cual combinaba mal con el estado ruinoso del barco; pero él fue lo suficientemente sagaz para calcular el efecto de esta parada sobre las mentes de los patrones de barcos que estaban en las islas. »
— Déclaration complète de James Weddell.

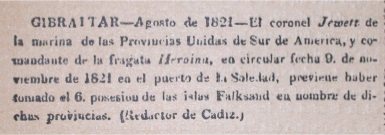
Note publiée dans le El Redactor de Cádiz en 1821.

Cet événement reçoit une couverture médiatique considérable lorsqu'il parvient à la connaissance du public, en 1821. Aux États-Unis, la nouvelle est publiée par la Salem Gazette (Gazette de Salem) du 12 juin 1821. Elle est relayée en Europe, par El Redactor de Cadix (faisant écho à un commentaire précédent fait dans les médias de Gibraltar) et à Londres par le journal très influent The Times du 3 août 1821, si bien que le Royaume-Uni ne présente officiellement ni plainte ni réserves. L’Argos de Buenos Aires publie la nouvelle le 10 décembre 1821, bien que la population de la ville ait déjà eu connaissance des faite puisque la goélette américaine Rampart était arrivée au port le 17 février conduite par le teniente de presa Cristóbal Carnelia, ancien officier de l’Heroína, qui avait été chargé de ramener la goélette à Buenos Aires depuis les Malouines où elle avait été saisie.
La goélette Rampart, commandée par le capitaine Tomás Farrin, avait été capturée par Jewett à proximité des îles. Elle venait de Lima d'où elle était partie le 1er décembre 1820 à destination de Cadix transportant 500 sacs de cacao, 200 balles de coton, de laine et de peaux. Jewett accuse le capitaine et son équipage de « transporter des marchandises des royalistes espagnols ». En raison du mauvais état de santé de son équipage, affaibli par le scorbut, Jewett ne reste qu'un mois aux Malouines, avant de rentrer à Buenos Aires. Pendant ce mois passé sur place, il se consacre à faire respecter la loi interdisant la chasse et de la pêche. Weddell rapporte que seuls quelque trente marins et quarante soldats sur un équipage de 200 hommes étaient en état de travailler, et comment Jewett dormait avec ses pistolets à proximité à la suite d'une tentative de mutinerie après qu'il a fait exécuter six membres de son équipage. Weddell quitte les Malouines le 20 novembre et signale que Jewett n'avait pas terminé les réparations de l’Heroína.
Les autorités britanniques, qui des années plus tard revendiqueraient la souveraineté sur l'archipel, n'émettent aucune protestation, invoquant qu'elles ignoraient les faits,. Actuellement, l'historiographie britannique sur les îles Malouines argumente qu' « il n'y a aucune preuve documentée » prouvant que Jewett avait agi au nom de Buenos Aires. Les Britanniques se basent sur le fait que Jewett n'avait pas mentionné la revendication sur les îles dans sa demande de démission auprès du gouvernement de Buenos Aires,, et que la nouvelle n'avait pas été publiée dans la Gazeta de Buenos Ayres. Au moment de la prise de possession, l'agent des États-Unis pour le Chili, Buenos Aires et le Pérou, John Prevost, écrit le 10 janvier 1820 au secrétaire d'Etat John Quincy Adams, pour lui communiquer la découverte d'îles situées dans l'océan Atlantique sud et l'informer que les Anglais étaient très actifs pour se les approprier.

## Commandement militaire

Drapeau argentin vers 1820.

Le commandement militaire des îles Malouines est le premier des organes administratifs par l'intermédiaire duquel les Provinces Unies du Río de la Plata exercent leur souveraineté sur l'archipel des îles Malouines. Il durera jusqu'en 1829. Jewett est remplacé par Guillermo Masón (d'origine britannique) en tant que premier administrateur du territoire sept mois après la prise de possession, en mai 1821, ce dernier restera en poste seulement un mois,,. Manson prend à son tour le commandement de l’Heroína. Trois ans plus tard, Buenos Aires nomme Pablo Areguatí (d'origine guaraní) gouverneur des îles, entre le 2 février et août 1824,.
Jewett était rentré au port de Buenos Aires déçu par le comportement de la majorité de ses subalternes et par l'état général de son navire. Mais le gouvernement des Provinces Unies sut reconnaître ses mérites dans l'exercice de ses fonctions et le respect strict des instructions qu'il avait reçues.

## Développements ultérieurs

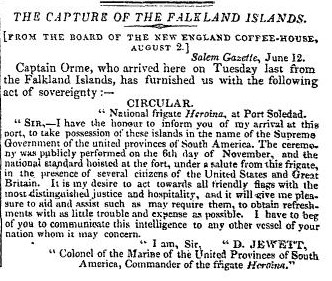
La prise de possession argentine de 1820 est connue au Royaume-Uni grâce au rapport du célèbre explorateur britannique James Weddell. La nouvelle est publiée dans The Times le 3 août 1821.

Luis Vernet était né à Hambourg, mais le commerce l'avait conduit à s'installer à Buenos Aires. À l'époque, il est associé à Jorge Pacheco. En 1823, le gouvernement de la province de Buenos Aires leur octroie la concession pour l'exploitation du bétail et des otaries à crinière de l'île Soledad (Malouine orientale),.
Le 10 juin 1829, Vernet s'établit officiellement sur Malouine orientale et est nommé premier commandant politique militaire dans les îles Malouines. Sous le pavillon argentin, il s'engage à faire respecter la législation argentine, à protéger ses côtes et à faire appliquer les règlements de pêche en vigueur,,. La nomination est faite par le Gouverneur de Buenos Aires, Martín Rodríguez, sur les conseils du juriste Salvador María del Carril. Rodríguez désigne Vernet non seulement commandant des Malouines, mais également des îles adjacentes au cap Horn dans l'océan Atlantique, « considérant les conditions qu'il remplit », parmi lesquelles la grande île de la Terre de Feu. C'est sur cette nomination que s'appuieront les revendications argentines ultérieurs sur ces îles. Le décret est publié dans différents organes de presse étrangers, au Royaume-Uni et aux États-Unis notamment. L'année suivante Vernet fait circuler aux bateaux de pêche présents en Patagonie, une notification en anglais et en espagnol accompagnée d'une copie de ce décret. Le gouvernement de Rodríguez est le premier gouvernement à nommer un représentant direct pour les îles Malouines depuis l'indépendance de l'Argentine. Le commandement militaire des îles Malouines n'étant pas une entité différente, et faisait partie de la province de Buenos Aires.
Le 2 février 1825, le Royaume-Uni signe un traité d'amitié, de commerce et de navigation par lequel il reconnaît l'indépendance des Provinces Unies et, par là même, de l'existence de son propre territoire dont les îles Malouines faisaient partie depuis la prise de possession en 1820, et d'autres actes de souveraineté exercés, y compris la nomination et l'installation d'autorités,,,. Lors de la signature du traité, le Royaume-Uni n'exprime aucune revendication sur les îles ce qui implique l'admission des conséquences juridiques d'une telle reconnaissance.

### Sources et bibliographie
- (en) V. F. Boyson, The Falkland Islands, Oxford / Claredon Press, 1924 (lire en ligne)
- (en) Peter Beck, The Falkland Islands as an International Problem, Routledge, 2014, 212 p. (ISBN 978-1-317-70108-8, lire en ligne)
- (es) Ricardo Caillet-Bois, Una tierra argentina. Las Islas Malvinas. Ensayo basado sobre una documentación nueva y desconocida, Buenos Aires, Peuser, 1948
- (es) Zlata Drnas de Clément, Malvinas ¿El derecho de la fuerza o la fuerza del derecho?, Cordoue, Lerner Editora, 2000
- (es) Laurio H. Destefani, Malvinas, Georgias y Sandwich del Sur ante el conflicto con Gran Bretaña, Buenos Aires, Edipress, 1982, 143 p. (ISBN 978-950-01-6904-2, lire en ligne)
- (es) Ernesto J. Fitte, Crónicas del Atlántico Sur : Patagonia, Malvinas y Antártida, Buenos Aires, Emecé, 1974
- (en) Lawrence Freedman, The Official History of the Falklands Campaing, vol. I : The Origins of the Falklands War, Londres, Routledge, 2005, 253 p. (ISBN 0-7146-5206-7, lire en ligne)
- (en) Daniel Gibran, The Falklands War : Britain Versus the Past in the South Atlantic, Jefferson, Caroline du Nord, McFarland & Company, Inc., 1998, 208 p. (ISBN 978-0-7864-0406-3, lire en ligne)
- (es) Julius Goebel, La pugna por las islas Malvinas : Un estudio de la historia legal y diplomática, Yale University Press, 1983 (1re éd. 1950), 522 p. (OCLC 18721979)
- (en) Lowell S. Gustafson, The Sovereignty Dispute over the Falkland (Malvinas) Islands, Oxford University Press, 1988, 268 p. (ISBN 978-0-19-504184-2, lire en ligne)
- (es) Fritz L. Hoffmann et Olga M. Hoffmann, Soberanía en disputa : Las Malvinas/Falklands, 1493-1982, Buenos Aires, Instituto de Publicaciones Navales, 1992
- Carlos Ortiz de Rozas, « Historia Oficial británica sobre las islas Malvinas : análisis crítico », Anales de la Academia Nacional de Ciencias Morales Y Políticas,‎ 21 juin 2006 (ISSN 0325-4763)
- (es) Federico Lorenz, Todo lo que necesitás saber sobre Malvinas, Buenos Aires, Paidós, 2014, 1re éd. (ISBN 978-950-12-0404-9)
- (es) Federico Lorenz, Unas islas demasiado famosas : Malvinas, historia y política, Buenos Aires, Capital Intelectual, 2013, 1re éd. (ISBN 978-987-614-401-8)
- (es) Gisela Martínez Casado, Malvinas, nuestro legado francés, Buenos Aires, Argenta Sarlep S.A., 2010, 160 p. (ISBN 978-950-887-420-7, OCLC 780968474>)
- (es) J. C. J. Metford, Goebel, op. cit., 1968, « Introduction. Falklands or Malvinas? The Background to the Dispute »
- (en) Raphael Perl, The Falkland Islands Dispute in International Law and Politics : A Documentary Sourcebook, Londres, Oceana Publications, 1983
- (es) Juan Cruz Vázquez, La Política Exterior hacia Malvinas en el período 1989-1995, Fundación Universidad de Belgrano, 2002, PDF (lire en ligne)